# Dettenhausen
Dettenhausen är en kommun (tyska Gemeinde) i Landkreis Tübingen i delstaten Baden-Württemberg i Tyskland. Folkmängden uppgår till cirka 5 600 invånare, på en yta av 11,02 kvadratkilometer.

## Befolkningsutveckling
| Befolkningsutvecklingen i Dettenhausen 1975–2015 | Befolkningsutvecklingen i Dettenhausen 1975–2015 | Befolkningsutvecklingen i Dettenhausen 1975–2015 | Befolkningsutvecklingen i Dettenhausen 1975–2015 | Befolkningsutvecklingen i Dettenhausen 1975–2015 |
| ------------------------------------------------ | ------------------------------------------------ | ------------------------------------------------ | ------------------------------------------------ | ------------------------------------------------ |
|                                                  |                                                  |                                                  |                                                  |                                                  |
| År                                               |                                                  |                                                  | Folkmängd                                        | Areal (ha)                                       |
| 1975                                             | 1975                                             |                                                  | 4 200                                            | 1 101                                            |
| 1980                                             | 1980                                             |                                                  | 4 740                                            |                                                  |
| 1985                                             | 1985                                             |                                                  | 4 894                                            |                                                  |
| 1990                                             | 1990                                             |                                                  | 4 995                                            | 1 102                                            |
| 1995                                             | 1995                                             |                                                  | 5 109                                            |                                                  |
| 2000                                             | 2000                                             |                                                  | 5 283                                            |                                                  |
| 2005                                             | 2005                                             |                                                  | 5 392                                            |                                                  |
| 2010                                             | 2010                                             |                                                  | 5 446                                            |                                                  |
| 2015                                             | 2015                                             |                                                  | 5 518                                            |                                                  |
|                                                  |                                                  |                                                  |                                                  |                                                  |